# Autoconsum
L'autoconsum és el consum de béns o productes per part de qui els produeix. Tot i que pot aplicar-se a qualsevol producció domèstica, era principalment el cas per a productes agroalimentaris. L'especialització i la industrialització van fer que l'autoconsum esdevingués una part marginal del producte interior brut d'un país. No hi queden gaires grups que encara viuen en una situació d'autarquia, com ho era l'economia de caseriu tradicional del País Basc.

## L'autoconsum elèctric
Des dels anys 2010 el concepte va prendre una nova volada en el mercat de l'energia elèctrica. En l'àmbit domèstic, es fa principalment mitjançant instal·lacions d’energia solar fotovoltaica de petita potència. L'autoconsum d'altres productes és per llur natura discreta difícil per calcular. Sobre la producció d'electricitat, sí que és possible calcular, com que les éls comptadors elèctrics col·lecten dades. L'apoderament del ciutadà que pugui generar la seva pròpia energia, emmagatzemar-la i compartir o vendre-la al sistema elèctric és un dels eixos principal de l'estratègia de la Unió Europea per fer la transició energètica.
Així, el 2022, 10,1% de la producció d'electricitat a Espanya va ser d'origen solar: 8,7% de grosses centrals fotovoltaiques i 1,8% d'instal·lacions d'autoconsum (privades i d'empreses) va atènyer 1,8% de la producció total. És encara lluny d'estats com Califòrnia o Hawaii, on la meitat de la llum prové de la producció solar. La part de l'autoconsum és encara discret, però palesa un creixement considerable: el 2022 ha més que duplicat a Espanya, sigui un creixement de 2.500 megawatts en un any. Fins al 2018, l'anomenat impost al sol va ser un fre al desenvolupament d'aquest sector. Es parla d'«autoconsum compartit» quan una comunitat de veïns s'associa per llançar un projecte comú.
A Andorra el 2018, es va canviar la llei per permetre l'autoconsum, que fins aleshores era prohibit. L'objectiu del govern és 50% de producció elèctrica nacional per 2050. En aquest context, ha simplificat en un canal únic per internet per fer els tràmits administratius.
A l'Alguer, que depèn de la Regió de Sardenya, amb un cert retard, el 2022 el govern regional per promoure l'autoconsum i les comunitats energètiques. Al País Valencià es va llançar el programa «Zero, energia de proximitat» per promoure l'autoconsum en col·laboració amb els instituts i les famílies vulnerables de proximitat. A Catalunya la potència instal·lada era de 293 megawatts a final de l'any 2022